# Nibaldo Meza
Nibaldo Favio Meza Garfia (Santiago, 14 de julio de 1970) es un administrador público y político chileno, militante del Partido Demócrata Cristiano. Entre los años 2016 y 2024, se desempeñó como alcalde de la comuna de Peñaflor.

## Biografía

### Primeros años y estudios
Es uno de los siete hijos del matrimonio formado por Domingo Meza Parra y Gladys del Carmen Garfia Campos.
Nibaldo Meza Garfia nació en Santiago de Chile, y llegó a vivir a Peñaflor a los siete años de edad, al Hogar de Menores, del Sename, Oscar Gajardo Villarroel perteneciente al Consejo de Defensa del Niño, ubicado en VicuñaMackenna 3153, lugar donde, actualmente, funciona el Hogar de menores Aldea Mis Amigos.
Sus estudios de enseñanza básica los cursó en la Escuela Pública N° 669 República de Israel (Ñuñoa) y, posteriormente, realizó su educación media en la Escuela Casa de Talleres San Vicente de Paul, 
EsAdministrador Público de profesión, cursó sus estudios en la Facultad de Administración y Economía (FAE) de la Universidad de Santiago de Chile (USACH) y, a su vez, realizó estudios de posgrado en Gerencia Pública, en la misma casa de estudios.

### Trayectoria profesional
Profesionalmente se ha desempeñado como subgerente de Administración y Recursos Humanos en las Cooperativas Coocretal y Capual y como Jefe de las areas de Gestión de Personas y Finanzas en instituciones públicas tales como la Junta Nacional de Auxilio Escolar y Becas (Junaeb), el Consejo Nacional de la Cultura y las Artes (CNCA) antecesor del Ministerio de la Cultura las Artes y el Patrimonio, El Servicio Nacional del Consumidor Sernac, y la Facultad de Artes de la Universidad de Chile.

### Trayectoria política
Demócratacristiano desde los catorce años, ha cumplido diferentes responsabilidades políticas en el partido. Fue elegido  alcalde de Peñaflor el 23 de octubre del 2016, asumiendo en su cargo el 6 de diciembre del mismo año.

## Historial electoral

### Elecciones municipales de 2016
| Candidato                 | Partido  | Votos  | %      | Resultado |
| ------------------------- | -------- | ------ | ------ | --------- |
| Nibaldo Meza Garfia       | PDC      | 12.893 | 50.11% | Alcalde   |
| Manuel Fuentes Rosales    | UDI      | 11.413 | 44.36% |           |
| Jaime Cepeda Flores       | IGUALDAD | 290    | 1.13%  |           |
| Ariel Alonso Romero Nuñez | IND      | 692    | 2.69%  |           |
| Esteban Caceres Olave     | IND      | 169    | 0.66%  |           |
| Mendoza Richard Leiva     | IND      | 274    | 1.06%  |           |

### Elecciones municipales de 2021
- Elecciones municipales de 2021, para la alcaldía de Peñaflor

| Candidato                | Pacto                        | Partido | Votos  | %      | Resultado |
| ------------------------ | ---------------------------- | ------- | ------ | ------ | --------- |
| Nibaldo Meza Garfia      | Unidos por la Dignidad       | PDC     | 18.600 | 50,00% | Alcalde   |
| Manuel Fuentes Rosales   | Chile Vamos                  | UDI     | 10.604 | 28,51% |           |
| Emma Morales Arzola      | Dignidad Ahora               | PI      | 1.289  | 3,47%  |           |
| Juan Mena Jil            | Ecologistas e Independientes | IND     | 1.768  | 4,75%  |           |
| Diego San Martin Velasco | Independiente                | IND     | 4.937  | 13,27% |           |